# Zoöfobie
Zoöfobie is een psychische aandoening waarbij een mens een fobie of zeer heftige irrationele walging van (bepaalde) andere diersoorten heeft ontwikkeld.
Zoöfobie is een specifieke of enkelvoudige fobie. Het betreft met 3% de minst behandelde fobie, waarvan het overgrote deel vrouwelijke patiënten zijn. Doorgaans ontstaat zoöfobie door een (jeugd)trauma. Relatief veel diersoorten die als plaagdieren kunnen optreden kunnen de aanleiding zijn tot de ontwikkeling van zoöfobie. Voorts zijn relatief veel vormen van zoöfobie min of meer cultureel gebonden en worden overgedragen van ouder op kind. In België en Nederland behoren bijvoorbeeld arachnofobie (fobie voor spinnen) en musofobie (fobie voor muizen) tot de meest voorkomende vormen. In Noord-Amerika zijn sciurofobie (fobie voor eekhoorns) en ofidiofobie (fobie voor slangen) veelvoorkomende vormen.

## Etymologie
Het woord 'zoöfobie' is afgeleid van het Oudgriekse ζῷον (zōion), dat 'dier' betekent en φόβος (phóbos), dat kan worden vertaald als 'angst' of 'vrees'.

## (Sub)typen
- hippofobie (fobie voor paarden)
- kynofobie (fobie voor honden)
- ailurofobie (fobie voor katten)
- sciurofobie (fobie voor eekhoorns)
- musofobie (fobie voor muizen)
- ornithofobie (fobie van vogels)
  - alektorofobie (fobie voor kippen)
- herpetofobie (fobie voor herpetofauna)
  - ofidiofobie (fobie voor slangen)
  - batrachofobie (angst voor amfibieën)
- arachnofobie (fobie voor spinnen)
- entomofobie (fobie voor insecten)
  - apifobie (fobie voor bijen)